# Gemeiner Odermennig
Der Gewöhnliche Odermennig (Agrimonia eupatoria), auch Gemeiner Odermennig (kurz auch Odermennig), Ackerkraut, Ackerblume und Kleiner Odermennig genannt, ist eine Pflanzenart in der Unterfamilie der Rosoideae innerhalb der Familie der Rosengewächse (Rosaceae). Sie ist in Eurasien weitverbreitet.

## Beschreibung

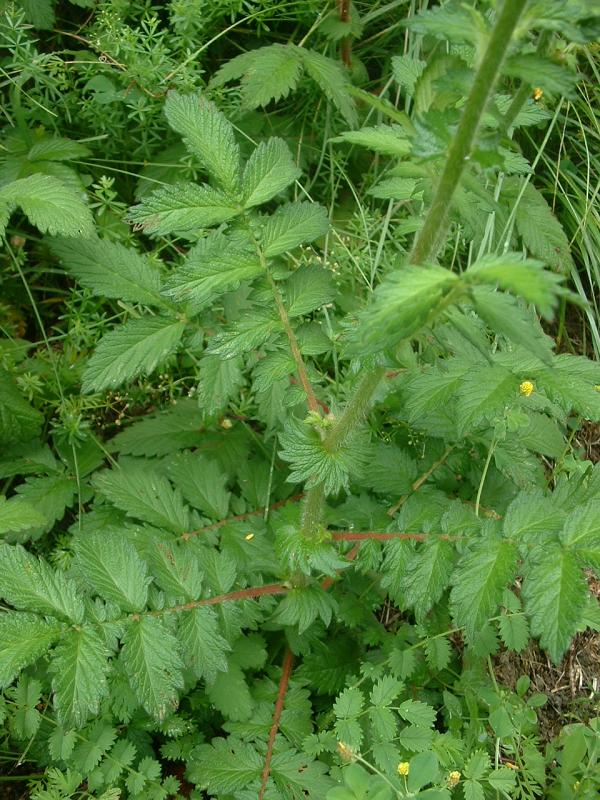
Stängel mit Indument und gefiederte Laubblätter

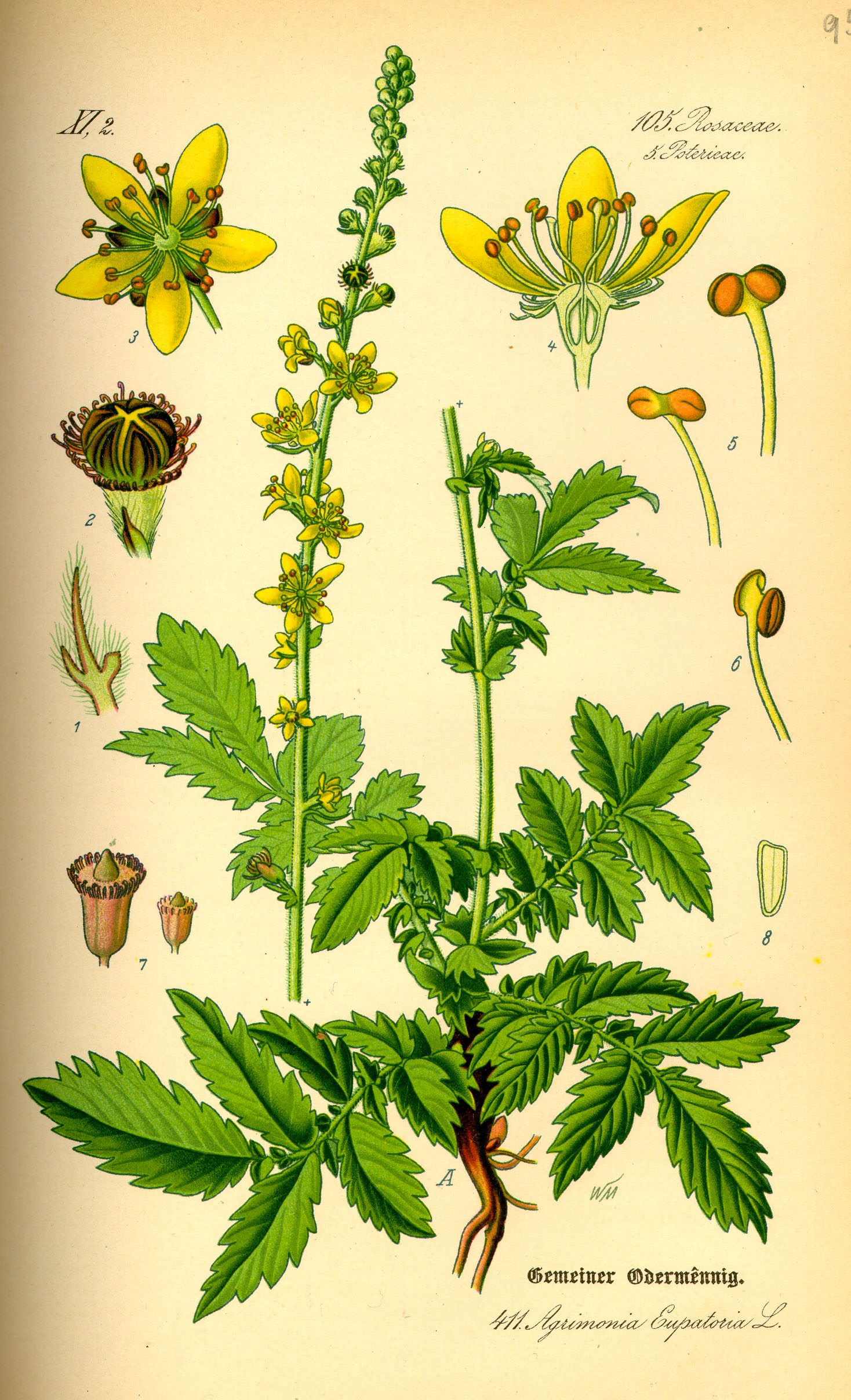
Illustration

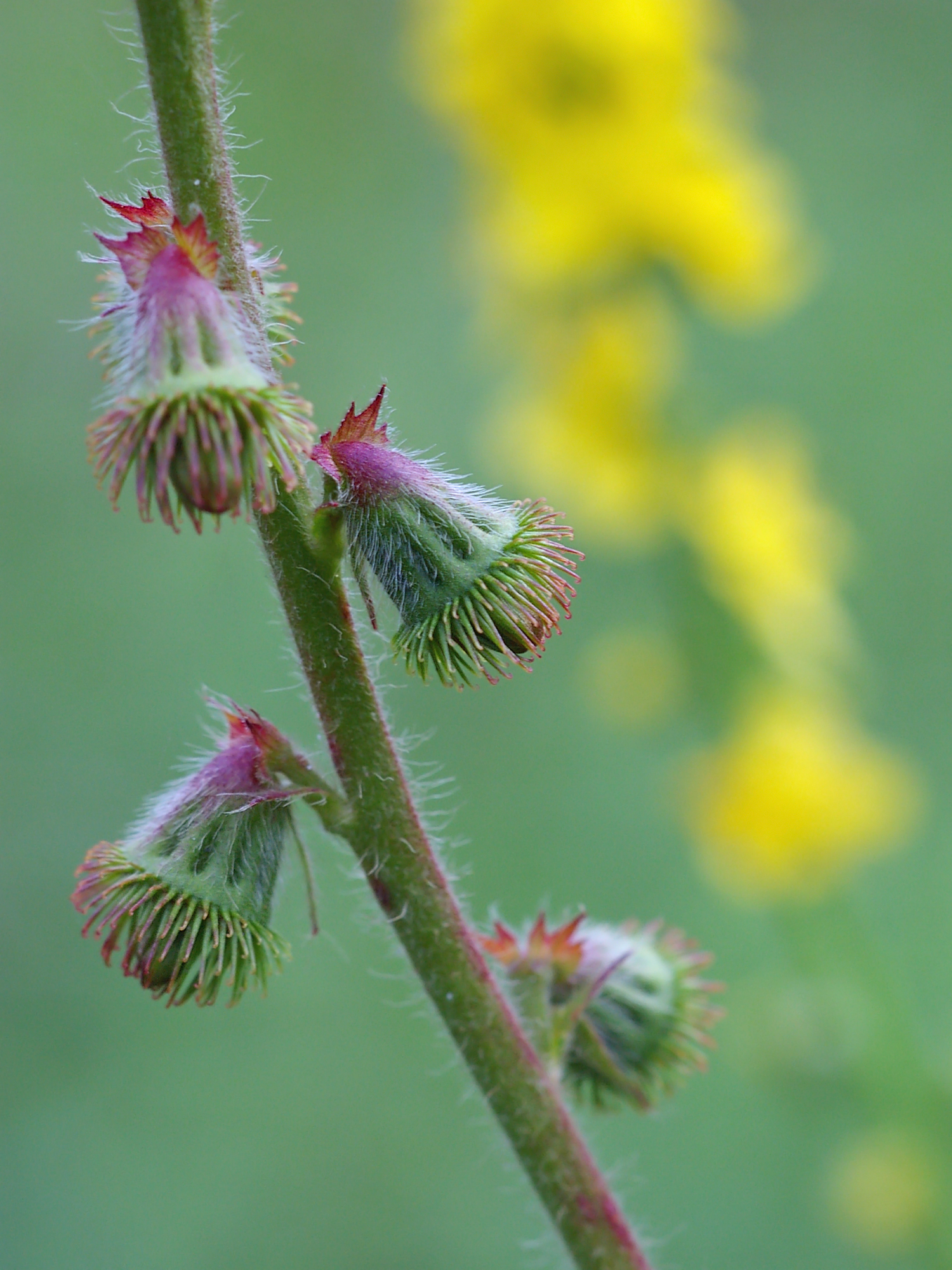
Junge Früchte

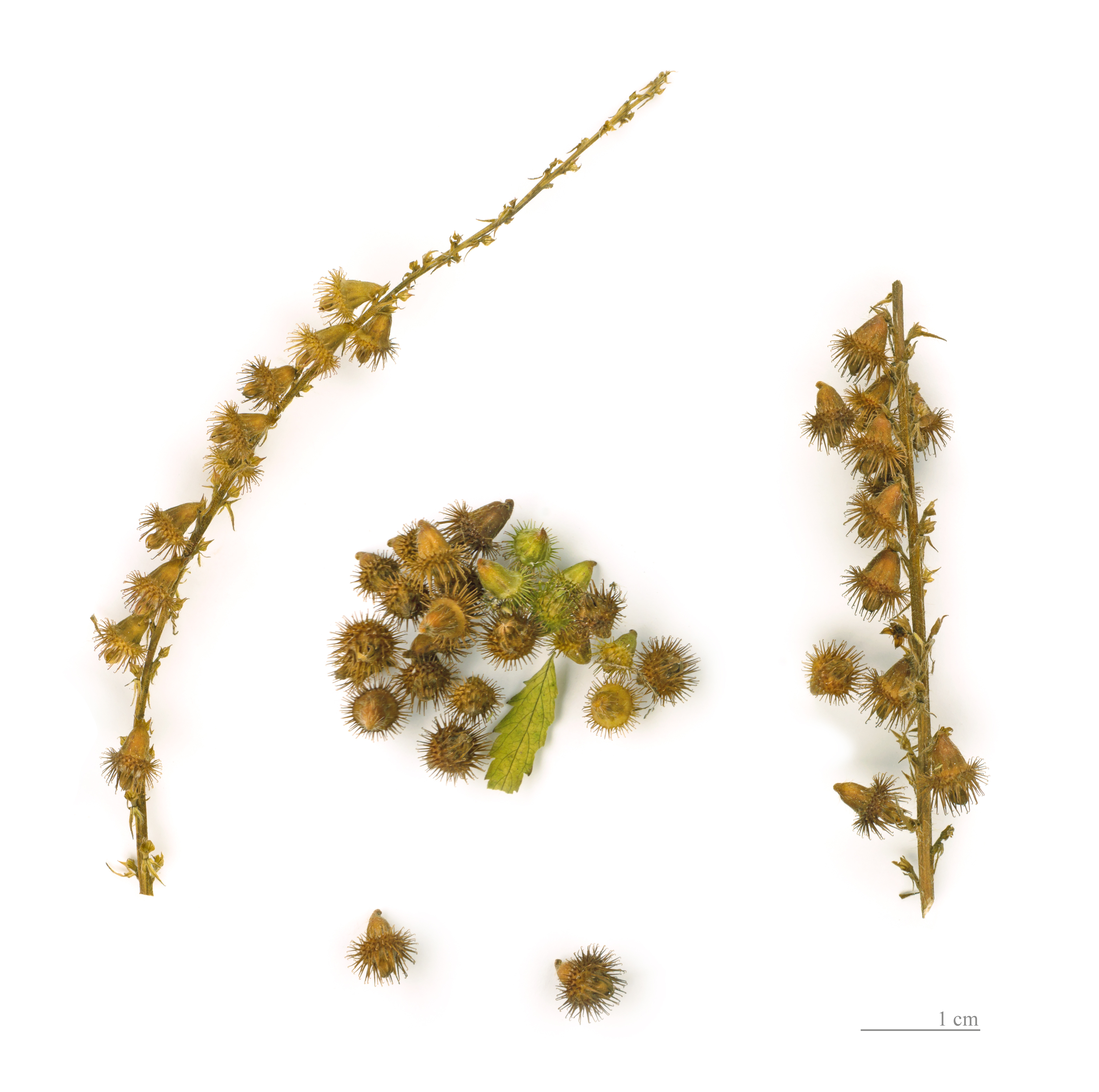
Reife Klettfrüchte

### Vegetative Merkmale
Der Gewöhnliche Odermennig wächst als sommergrüne, ausdauernde krautige Pflanze und erreicht Wuchshöhen von meist 15 bis 150, selten bis zu 180 Zentimetern. Er hat tief im Boden verwurzelte Rhizome, denen die Stängel entspringen. Sowohl die Sprossachse als auch die Blätter sind behaart (Indument). Der Stängel ist im oberen Bereich sowohl mit kurzen, als auch langen Deckhaaren besetzt.
Die wechselständig angeordneten Laubblätter sind unpaarig typisch unterbrochen gefiedert. An der Basis stehen die Blätter rosettenähnlich dicht beieinander. Der Abstand voneinander nimmt nach obenhin zu. Die sitzenden Fiederblättchen sind alternierend zu größeren und kleineren elliptisch-rhombischen Fiederblattpaaren angeordnet, wobei ihre Größe in Richtung Blattende zunimmt. Das relativ große Endblättchen ist gestielt. Auf der Unterseite sind sie grau-grün gefärbt, gewöhnlich dicht graufilzig. Im Filz versteckt befinden sich wenige sitzende Drüsenhaare. Der Blattrand zeigt sechs bis zwölf grob stumpfliche Zahnpaare. Die Laubblätter auf halber Stängelhöhe sind 10 bis 30 Zentimeter lang und besitzen 5 bis 9, selten bis zu 13 größere sowie 6 bis 10 kleinere Fiederblättchen.

### Generative Merkmale
Die Blütezeit erstreckt sich von Juni bis September. Die kurzgestielten Blüten sind in einem langgestreckten, traubigen Blütenstand angeordnet.
Die Blüte besitzt einen krugförmig gewölbten Blütenbecher, dessen oberer Rand mit mehreren Reihen weicher, hakenförmig gekrümmter Borsten besetzt ist. Die Länge der Borsten variiert zwischen 1 und 4 Millimetern. Die zwittrige Blüte ist radiärsymmetrisch und fünfzählig. Ein Außenkelch ist nicht vorhanden. Eingeleitet wird die Blüte von 5 Kelchblättern. Zu diesen stehen 5 gelbe, abgerundete Kronblätter in Lücke. Die Kronblätter sowie die fünf bis 20 Staubblätter entspringen dem Rand des Blütenbechers. Die zwei freien Fruchtblätter sind – typisch für den mittelständigen Fruchtknoten – in den Blütenbecher eingesenkt, jedoch nicht mit ihm verwachsen.
Die verkehrtkegelförmigen Sammelnussfrüchte sind fast bis zum Grund tief und eng gefurcht. Die oberen Stacheln sind hakig, die untersten aufrecht bis gerade abstehend.
Die Chromosomenzahl beträgt 2n = 28 bei einer Chromosomengrundzahl von 7. Es handelt sich demnach um eine tetraploide Pflanze.

## Ökologie
Beim Kleinen Odermennig handelt es sich um einen Hemikryptophyten.
Blütenökologisch besitzt er einfach gestaltete Scheibenblumen, die mit ihrem reichlichen Pollenangebot Schwebfliegen, Fliegen und Westliche Honigbienen zur Bestäubung anlocken.
Die Klettfrüchte bleiben am Fell vorbeistreifender Tiere hängen und werden, da es sich aufgrund der Größe der Pflanze überwiegend um Rinder, Schafe und Damwild sowie Wildschweine handelt, über eine große Strecke verbreitet. Diese Ausbreitungsstrategie wird als Epichorie bezeichnet.

## Vorkommen
Der Kleine Odermennig ist in Europa und im nördlichen Asien mit Ausnahme der arktischen Zone weitverbreitet., er ist in Mitteleuropa winterhart. Er wächst gerne auf besonnten Magerwiesen und Waldrändern von den Ebenen bis in die mittleren Gebirgslagen, bis in Höhenlagen von etwa 1600 Metern. In den Allgäuer Alpen steigt er im Tiroler Teil am Anstieg von Elbigenalp zum Bernhardseck bis zu einer Höhenlage von 1200 Metern auf.
Der Gemeine Odermennig verträgt keine sauren Böden und nur wenig Schatten.
Er ist in Mitteleuropa eine Charakterart des Klee-Odermennig-Saums (Trifolio-Agrimonietum), der zum Verband der mesophilen Krautsäume (Trifolion medii) gehört. Namensgebend hierfür ist die Verbandskennart Mittlerer Klee (Trifolium medium). Weitere typische Arten sind Oregano, Gemeiner Wirbeldost, Bärenschote, Schmalblättriger Arznei-Baldrian und Sichelklee. Der Saum kommt vor allem in den Mittelgebirgen auf Kalkböden vor. Weitere Vorkommen des Kleinen Odermennig finden sich in Gesellschaften der Verbände Mesobromion, Cirsio-Brachypodion sowie in der Ordnung Prunetalia (Hecken und Gebüsche).

## Systematik
Die Erstveröffentlichung von Agrimonia eupatoria erfolgte 1753 durch Carl von Linné in Species Plantarum, 1, S. 448. Synonyme für Agrimonia eupatoria L. sind Agrimonia bracteosa E.Mey. und Agrimonia nepalensis D.Don.
Der vom griechischen Pflanzennamen argemōnion abgeleitete lateinische Gattungsname Agrimonia (woraus das deutsche Wort „Odermennig“ über mittelhochdeutsch odermenie bzw. mittelniederdeutsch odermenighe und althochdeutsch avermonia entstellt ist) ist ein aus dem Griechischen stammender latinisierter Name für Feldbewohner. Das Artepitheton eupatoria (von griechisch eupatoría) geht angeblich auf den König von Ponthus Mithridates Eupator zurück. Der Gemeine Odermennig wurde früher auch als Eupatorium graecorum oder „das recht Eupatorium der alten“ (im Gegensatz zum Eupatorium Mesue, der Leberbalsam-Schafgarbe) bezeichnet.

## Galerie

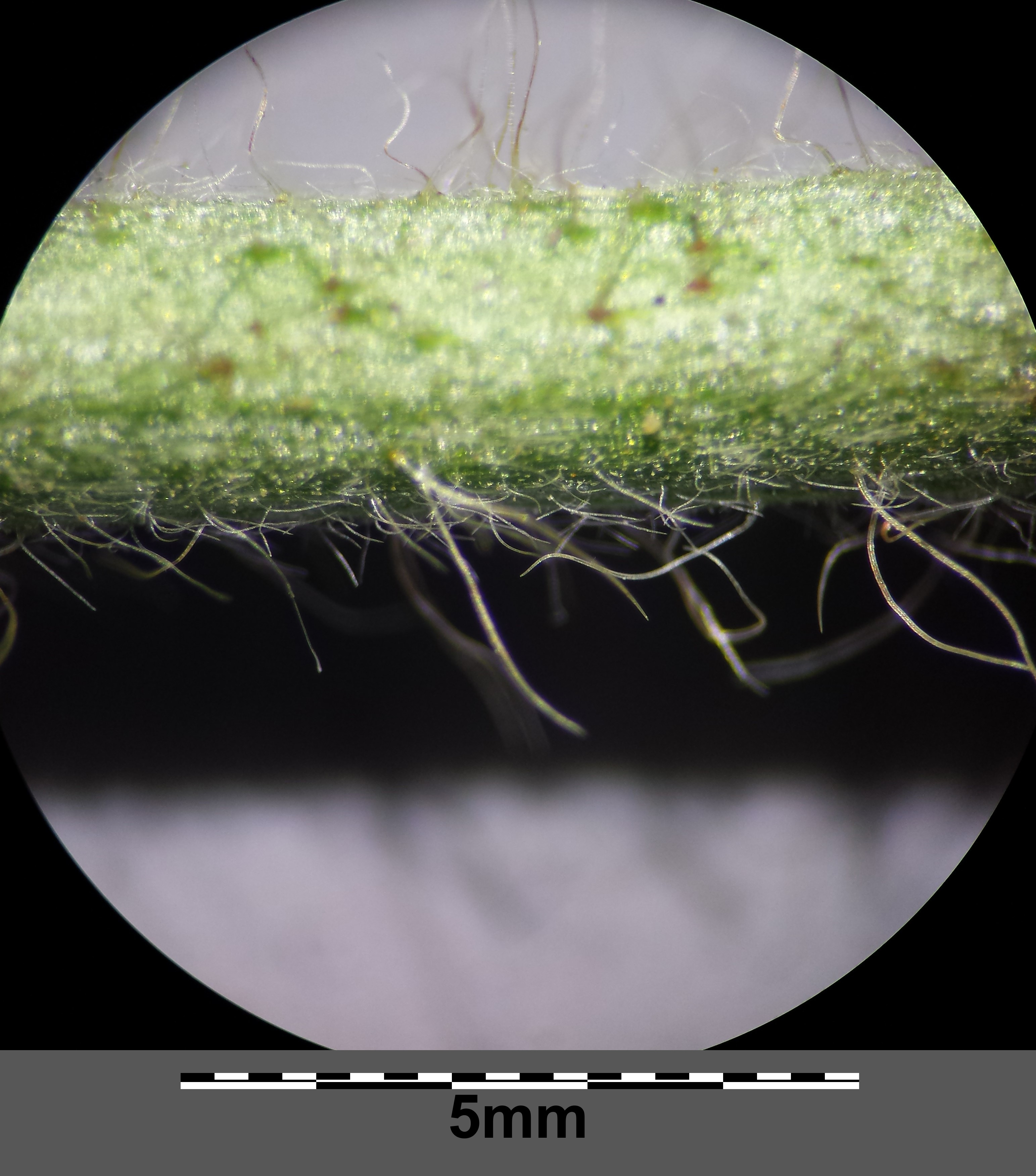
Der Stängel ist mit locker stehenden längeren Haaren und dazwischen kürzeren Haaren besetzt.
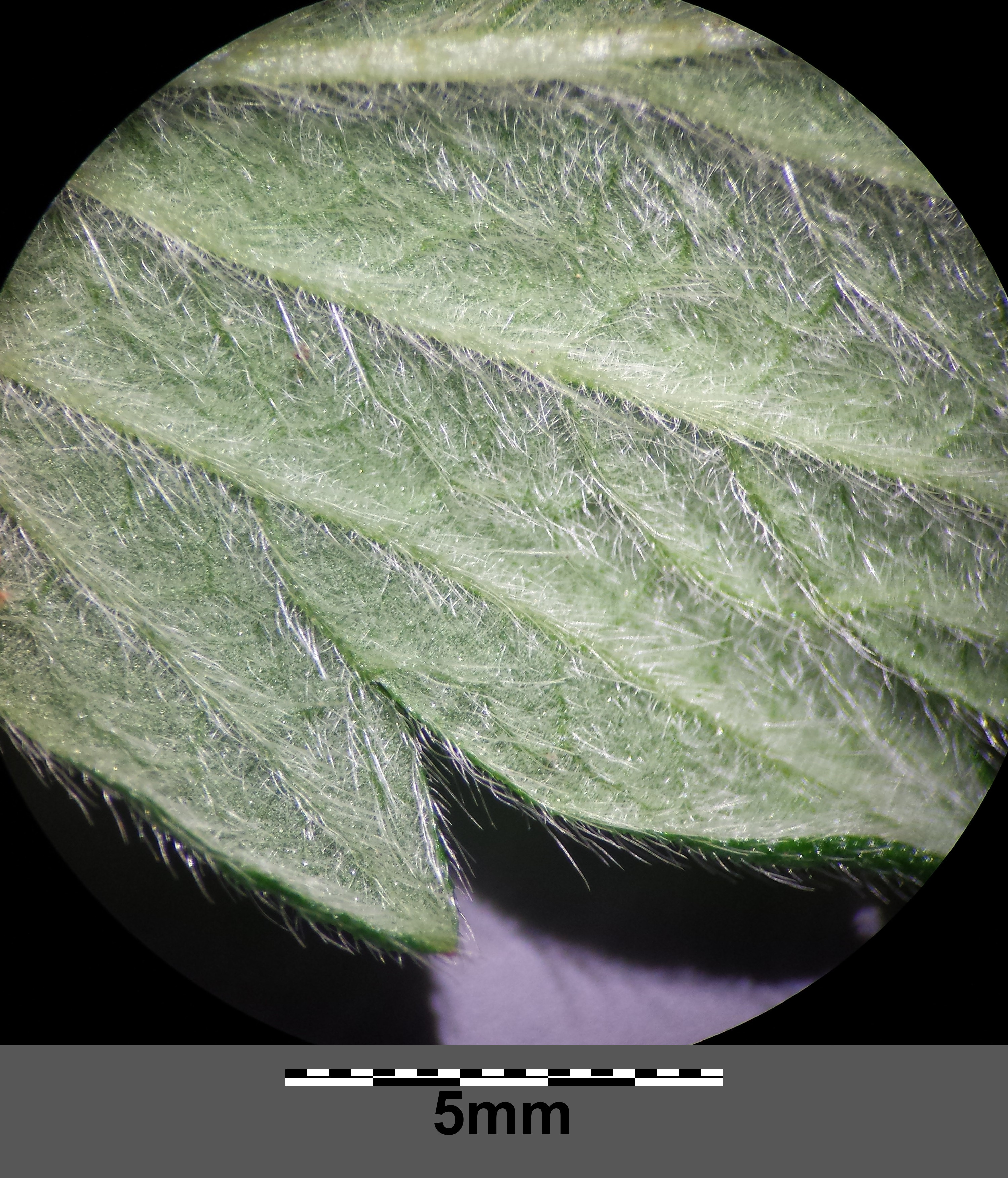
Die Laubblätter sind unterseits dicht graufilzig.

## Verwendung

### Verwendung als Heilpflanze
Die wirksamen Inhaltsstoffe sind in den blühenden Sprossspitzen sowie in den Blättern enthalten. Die wichtigen Inhaltsstoffe sind Gerbstoffe des Catechintyps sowie Corilagin (Gallotannin), Bitterstoffe, Ätherische Öle, Flavonoide (v. a. Quercetin und Apigenin), Triterpene, Pflanzensäuren sowie Kieselsäuren. Als Droge dienen die während der Blüte gesammelten und getrockneten Sprosse (Agrimoniae herba).
Auf Grund ihres Gerbstoffgehalts hat die Droge eine milde adstringierende und entzündungshemmende Wirkung. Innerlich wird die Pflanze eingesetzt zur Therapie von Durchfallerkrankungen, zur Behandlung von Entzündungen im Mund- und Rachenbereich, sowie allgemein bei Magen-, Darm- und Galleleiden. Äußerlich kommen bei Entzündungen der Haut Umschläge zum Einsatz. Volkstümlich wird die Pflanze auch noch zur Therapie von Bettnässen, Nieren- und Blasenentzündungen sowie bei Diabetes eingesetzt, ohne dass die Wirksamkeit für diese Anwendungen bisher wissenschaftlich bewiesen werden konnte.
Der Ausschuss für pflanzliche Arzneimittel (HMPC) der Europäischen Arzneimittel-Agentur (EMA) hat eine Monographie zum Odermennigkraut veröffentlicht. Darin werden traditionellen Indikationen für verschiedene Zubereitungen bestätigt, zum Beispiel leichter Durchfall, Entzündungen im Mund- und Rachenraum und auf der Haut sowie oberflächliche Wunden.

### Verwendung als Färberpflanze
Mit den unterirdischen Pflanzenteilen oder der ganzen Pflanze des Gemeinen Odermennigs wird auf mit Alaun vorgebeizter Wolle ein gelber Farbton erzielt. Die Licht- und Waschechtheit dieses Farbtons auf Wolle und Baumwolle werden als mittelmäßig bezeichnet. Je später im Herbst die Pflanze geerntet wird, desto dunkler wird die erzielte Gelbfärbung.
Die Hauptfarbstoffgruppe sind die Flavonoide und Hauptfarbstoffe sind Quercetin, Catechingerbstoff sowie Ellagengerbstoff.

## Weitere Trivialnamen
Der deutsche Name Odermennig (über mittelhochdeutsch odermenie bzw. mittelniederländisch odermenighe und althochdeutsch avermonia/avarmonia) ist eine Entstellung aus lateinisch agrimonia (über argemonia) von griechisch argemōnion. Neben der entstellten Form ist auch die Ableitung Agrimonie belegt.
Einige Volksnamen sind: Leberklee, Klettenkraut, Brustwurz, Schafklette, Magenkraut, Königskraut, Lebenskraut, Steinkraut, Kirchturm, Milzblüh. Die im Volksmund verwendete Bezeichnung Kirchturm verdankt der Gemeine Odermennig seinem langen Pflanzenstiel. Die Bezeichnungen Leberklee oder Milzblüh werden im südlichen deutschen Sprachraum verwendet und geben die dortigen Heilanwendungen für Leber, Galle oder Milz wieder.
Weitere Bezeichnungen sind oder waren, zum Teil auch nur regional: Acherblum, Acherkrut, Achermeng, Achermennig, Ackerblum (Schlesien, mittelhochdeutsch), Ackerkrut (Schlesien, mittelhochdeutsch), Ackermeng (Schlesien, mittelhochdeutsch), Ackermennig (Schlesien, mittelhochdeutsch), Ackermüntz, Ackerwurz, Adermeng (mittelhochdeutsch), Adermenge (mittelhochdeutsch), Adermenig (mittelhochdeutsch), Adermeyng (mittelhochdeutsch), Adermonie, Adexen, Agermenig, Aggermenig, Agraminien, Agramlini, Agramoi (mittelhochdeutsch), Agramüni (mittelhochdeutsch), Agremomen, Amündenkraut (Rendsburger Apotheke), Argemündli (Bern), Beerkraut (Schlesien), Borwort (mittelniederdeutsch), Borwurz (mittelhochdeutsch), Brachfan (mittelhochdeutsch), Brachfahne (mittelhochdeutsch), Brachkrut (mittelniederdeutsch), Brochkrut (mittelniederdeutsch), Bruchkraut (Schlesien), Bruchwurz, Bruckwurz, Brustkrut (Rendsburger Apotheke), Chaldamändle (Schwaben), Denicléta (mittelhochdeutsch), Eisenkraut (auch belegt bei Georg August Pritzel), Grensig (mittelhochdeutsch), Grent (mittelhochdeutsch), Greyn (mittelhochdeutsch), Hagamundiskraut, Hagenmöndli (Bern), Haldenmändle (Schwaben), Heil aller Welt (Schlesien), Hulpe, Kaisertee (Eifel), Klettenkraut (Schlesien), Leberkletten (Preußen), Leberkraut, Menig, Oddermünich (Siebenbürgen), Odermenig, Odermeny, Odermynge, Otermännig (Bern), Verwort (mittelniederdeutsch), Vorwort (mittelniederdeutsch) und Oller Kruiter Königin (Lippe).

## Geschichte

### Antike
Die in den Kräuterbüchern der Antike, der Spätantike und des Mittelalters aufgeführten Pflanzennamen lassen sich nur sehr unsicher den uns bekannten Pflanzenarten zuordnen. Eine Heilpflanze mit dem Namen eupatorion (später meist als Gemeiner Odermennig, seltener als Gewöhnlicher Wasserdost gedeutet) wurde in den Werken von Dioskurides, Plinius und Galen aufgeführt. Die neuere Literatur unterstützt bei der Frage der Zuordnung älterer Pflanzennamen wie Eupatorium zu der heutigen Art Agrimonia eupatoria L. die Ausführungen von Plinius und Dioskurides.
- Dioskurides schrieb ihr folgende Wirkungen zu: „Sein mit altem Schweinefett zerriebenes Laub, schwer verheilenden Geschwüren aufgelegt, führt zur Heilung; Samen und Kraut mit Wein hinuntergespült hilft Darm- und Leberkranken und von Schlangen Gebissenen.“
- Plinius schrieb ähnlich über das eupatorium: „Die Wurzel ist unbrauchbar. Der Same ist, in Wein getrunken, ein einzigartiges Mittel gegen die Ruhr.“
- Galen ordnete die Pflanze in die Säftelehre ein: „Das Kraut eupatorium hat verdünnende, einschneidende, abwischende Eigenschaft bei einer ihm innenwohnenden deutlichen Hitze.“[31][32][33]

### Spätantike
Eine Heilpflanze mit dem Namen agrimonia (später als Gemeiner Odermennig gedeutet) wurde in dem im 4. Jh. geschriebenen Kräuterbuch Pseudo-Apuleius gegen Augenbeschwerden, gegen Bauchschmerz, bei schlecht heilenden Wunden, bei Verrenkungen, nach Schlangenbiss, bei Durchstechung mit Eisen und Holz, zur Entfernung von Warzen, bei Milzschmerzen und bei Dingen empfohlen, die man aufschneiden muss.

### Arabisches Mittelalter
Die Ärzte des arabischen Mittelalters zitierten die Angaben des Dioskurides, des Plinius und des Galen über das eupatorium und sie beurteilten es im Sinne der Säftelehre als „warm im ersten und trocken im zweiten Grad“.

### Lateinisches Mittelalter
Im lateinischen Mittelalter wird der Gemeine Odermennig als agrimonia in folgenden Werken erwähnt: im Lehrgedicht Liber de cultura hortorum des Reichenauer Mönchs Walahfrid Strabo, in der Hildegard von Bingen zugeschriebenen Physica, im Galgant-Gewürz-Traktat, im Herbarius Moguntinus, im Gart der Gesundheit, im Hortus sanitatis sowie im Kleinen Destillierbuch des Hieronymus Brunschwig. Die Mainzer Kräuterbuch-Inkunabeln Herbarius Moguntinus, Gart der Gesundheit und Hortus sanitatis enthalten neben einem agrimonia-Kapitel auch ein eupatorium-Kapitel. Aus süddeutschen Handschriften des 15. Jahrhunderts hat Hieronymus Brunschwig eine weitere Heilanwendung für den Gemeinen Odermennig übernommen: „Ist gůt für den hůſten.“ Das Lorscher Arzneibuch des 8. Jahrhunderts definiert eupatorium als Wurzel des Odermennigs. Helmut Gams schreibt in der Gustav-Hegi-Bearbeitung der Art im Jahr 1923, dass in den spätlateinischen Glossaren eupatorium den Wurzelstock und agrimonia den Spross der Pflanzenart bezeichnete. In gleicher Weise sind laut Gams Hildegard von Bingen und Albertus Magnus vorgegangen.

### 16. Jahrhundert
Im 16. Jahrhundert haben die Väter der Botanik diese aus der engen Verknüpfung mit der Medizin befreit und sie zu einer selbständigen Wissenschaft gemacht. Sie deuteten die agrimonia der Alten bzw. der Griechen als Gemeinen Odermennig, aus dem auch der heilkundlich verwendete Saft gewonnen wurde, und das eupatorium der Alten als Gewöhnlichen Wasserdost.

### 17. bis 20. Jahrhundert
Bis heute wird der Gemeine Odermennig, wenn auch selten, zur Behandlung von „Leber- und Milzerkrankungen“, gegen Durchfall und als „zusammenziehendes“ Gurgelmittel empfohlen. Im Bundesanzeiger wurde 1986 eine (Positiv-)Monographie der Kommission E des ehemaligen Bundesgesundheitsamtes über Odermennigkraut veröffentlicht.

### Historische Abbildungen

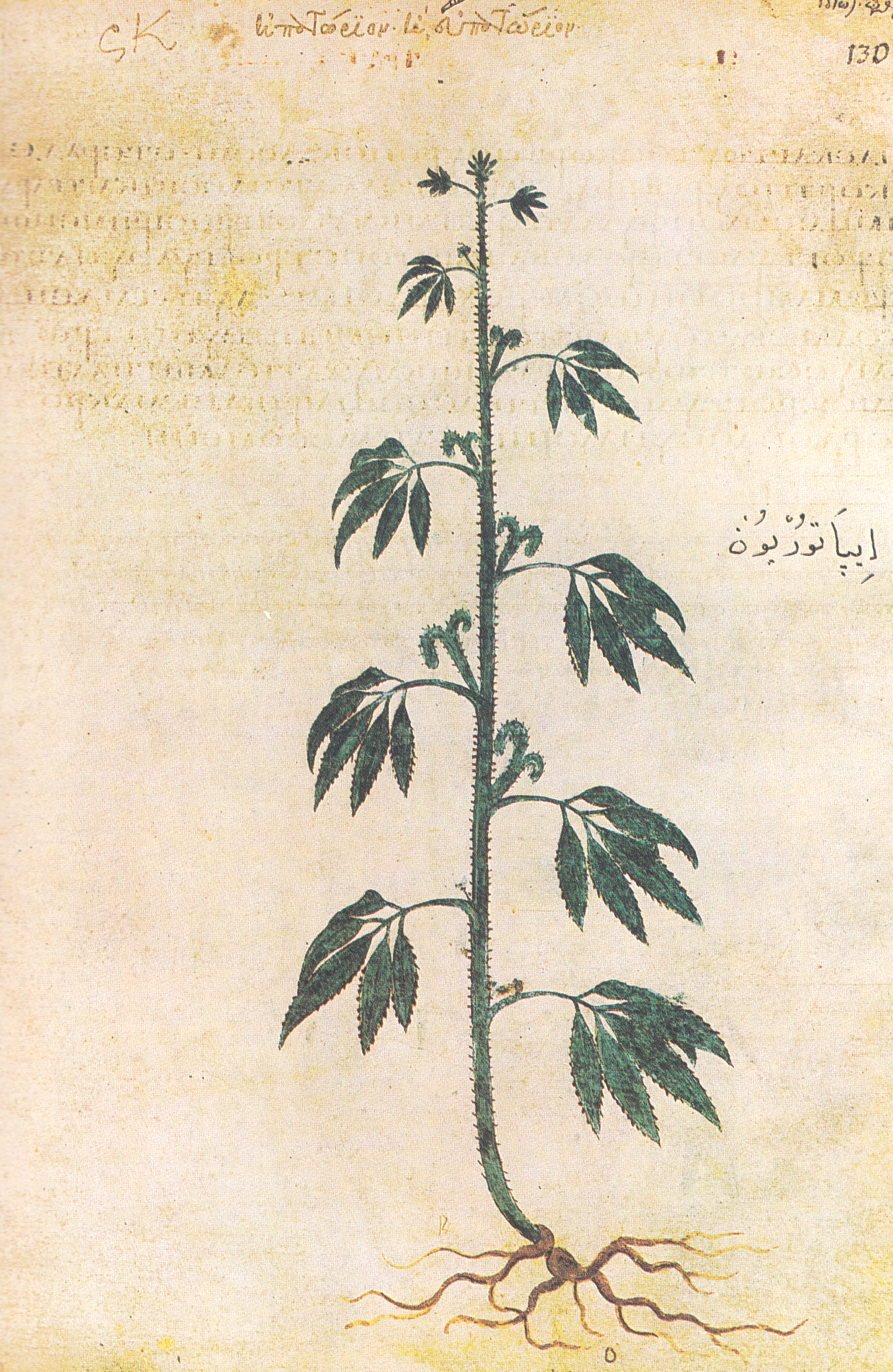
Wiener Dioskurides 6. Jh. eupatorion
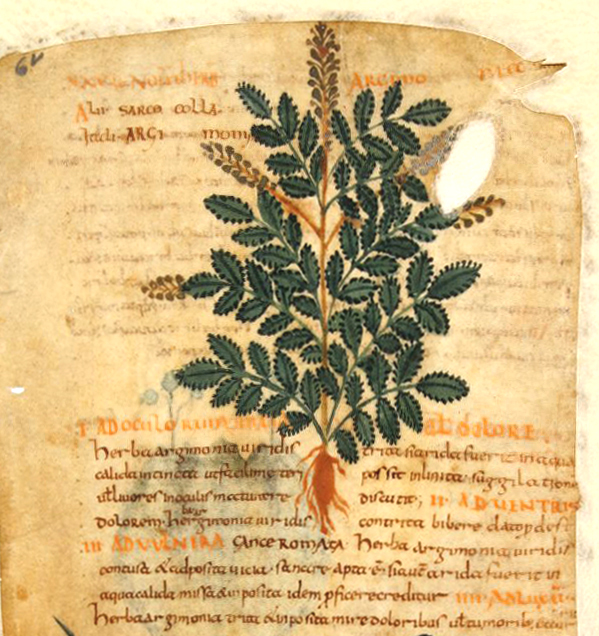
Pseudo-Apuleius Kassel 9. Jh. herba agrimonia
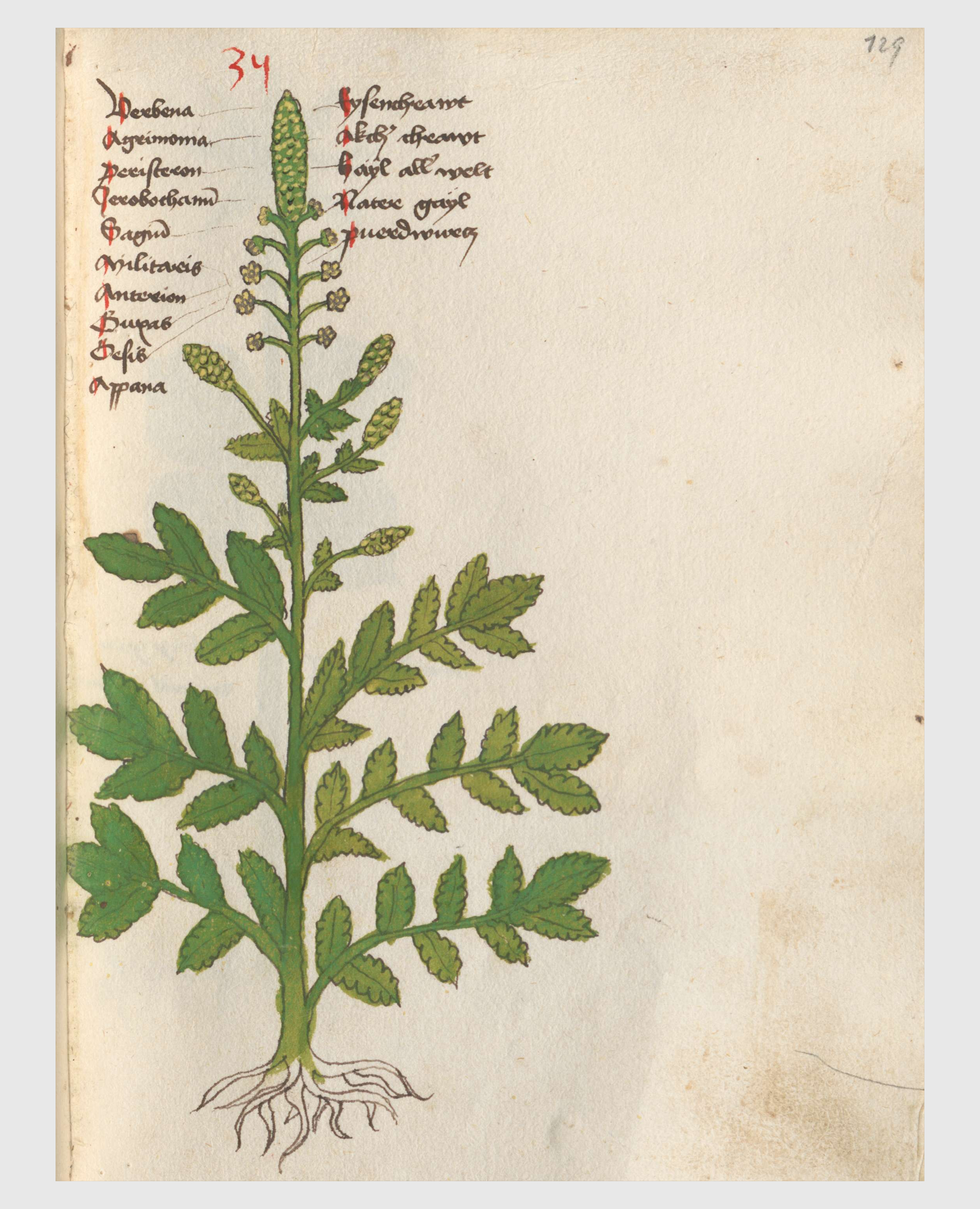
Vitus Auslasser 1479
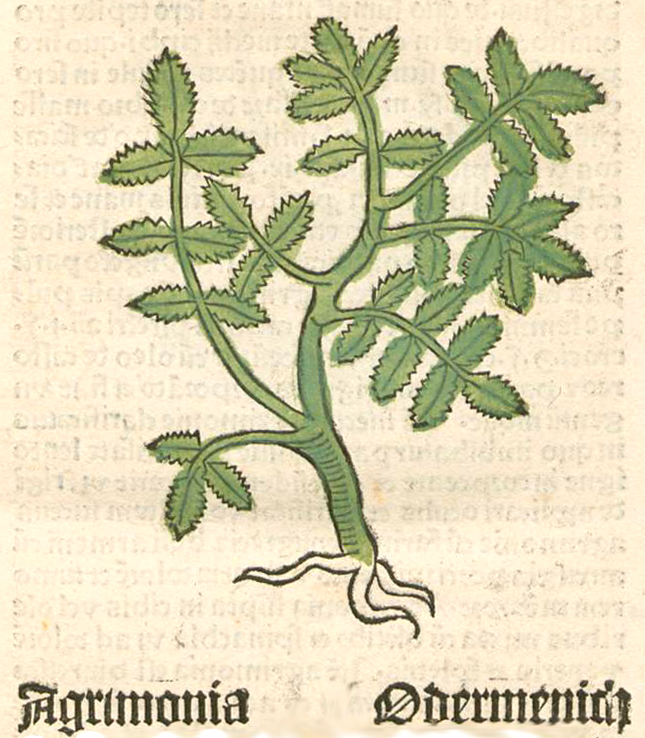
Herbarius Moguntinus  1484 agrimonia
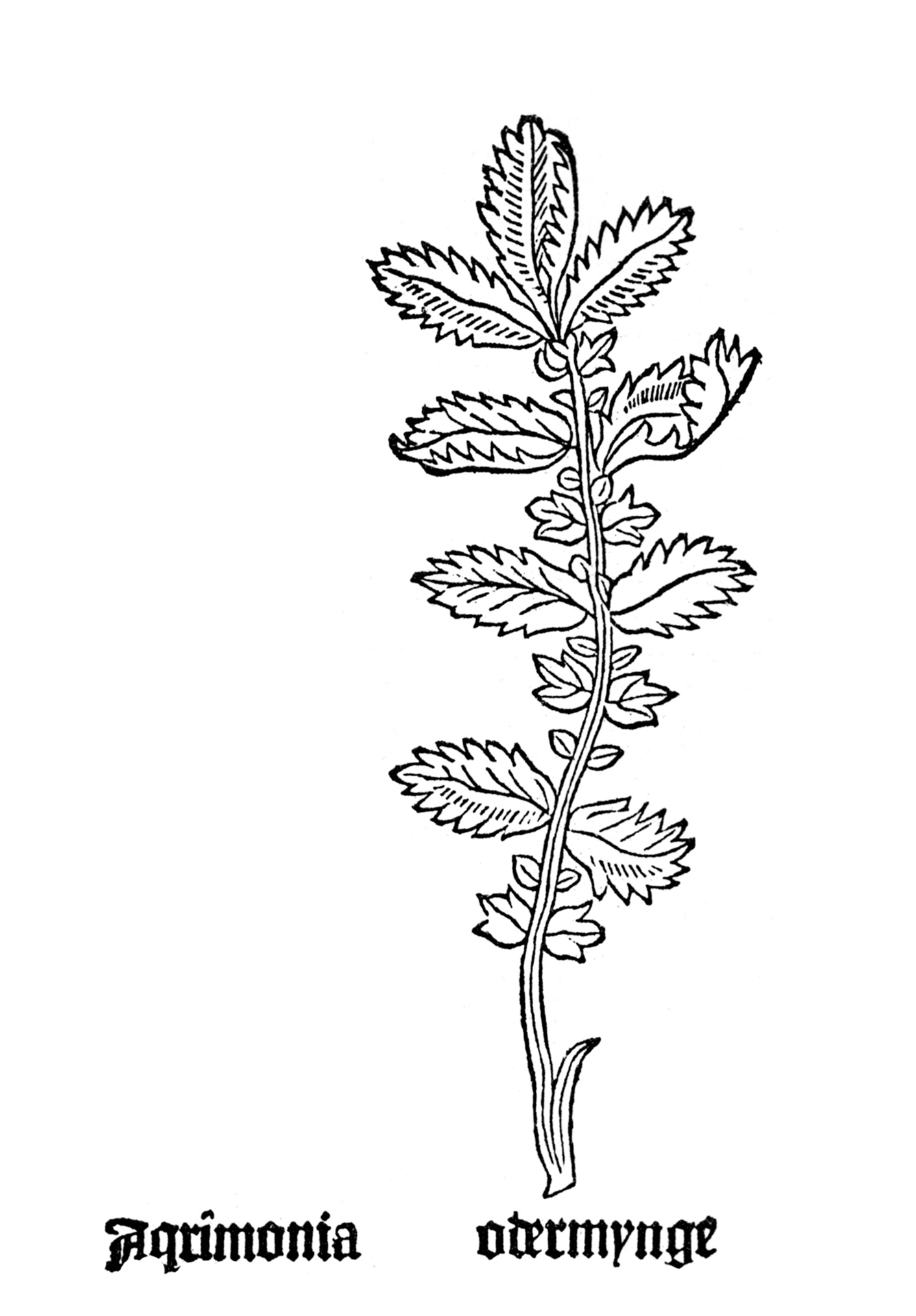
Gart der Gesundheit 1485 agrimonia
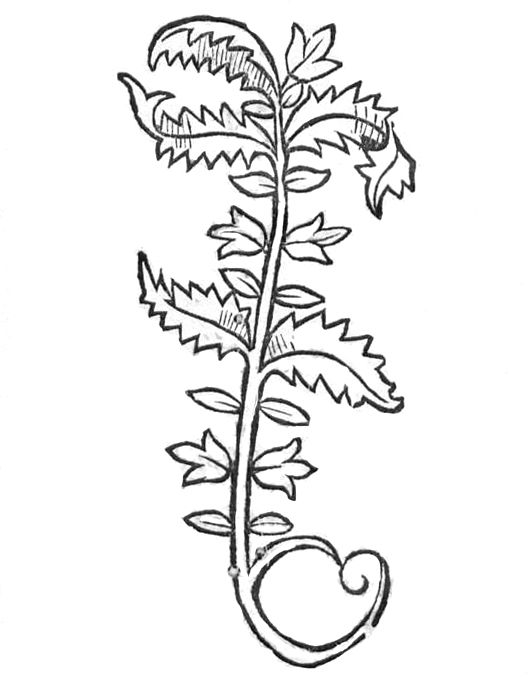
Hortus sanitatis  1491 agrimonia
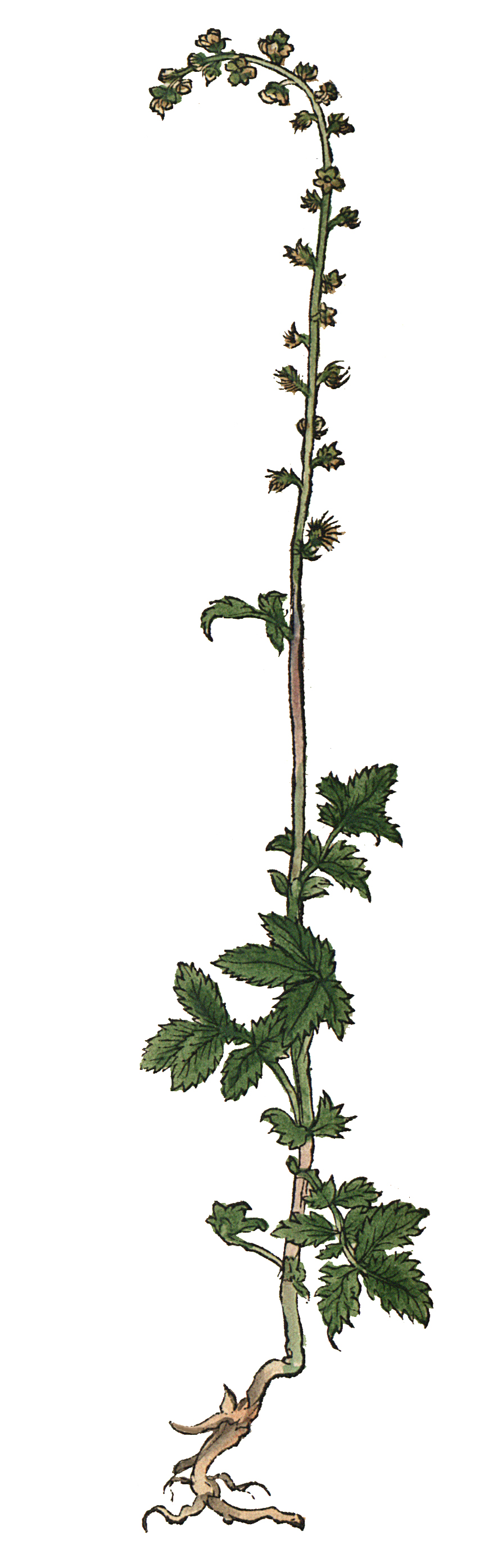
Otto Brunfels 1532
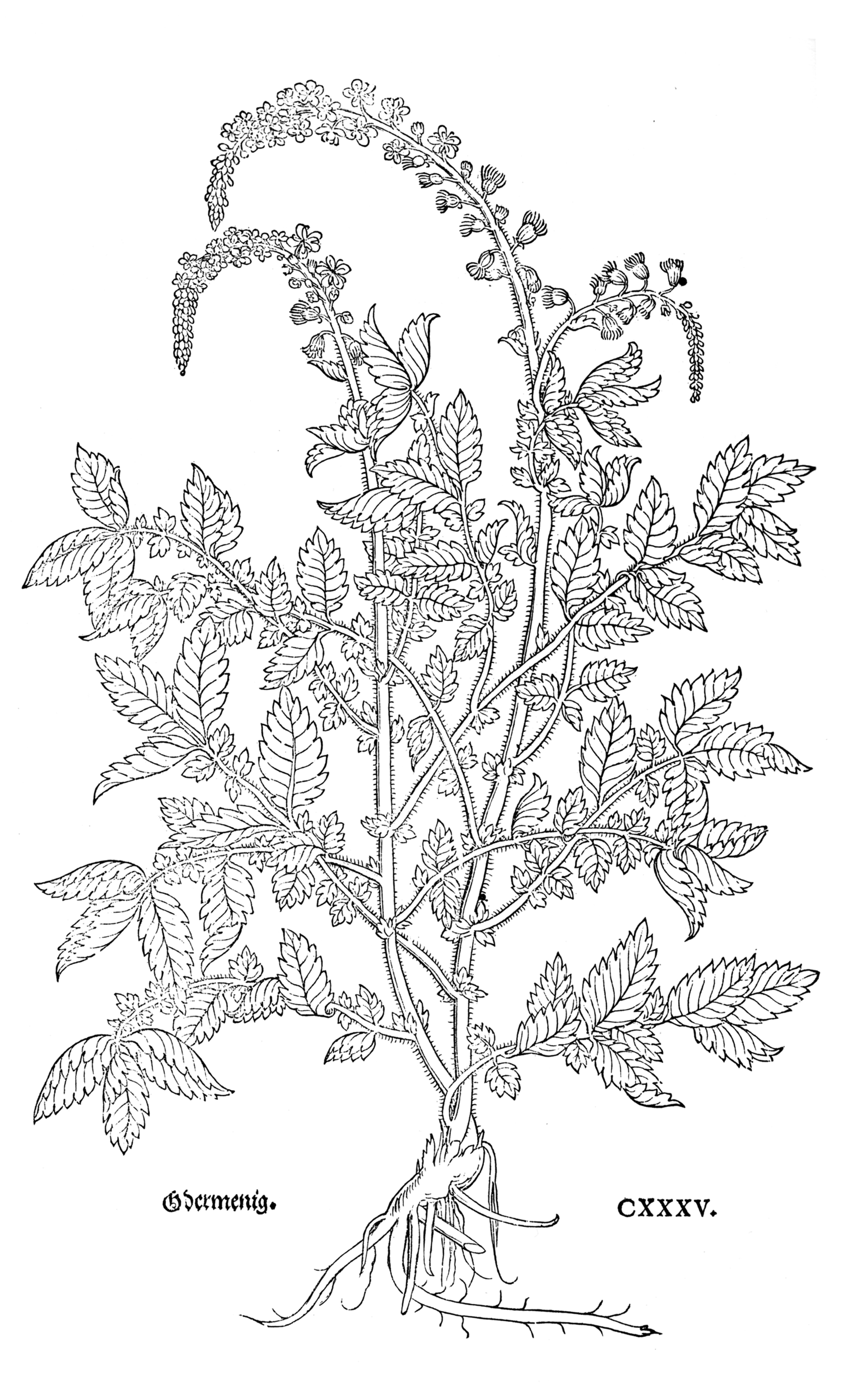
Leonhart Fuchs 1543
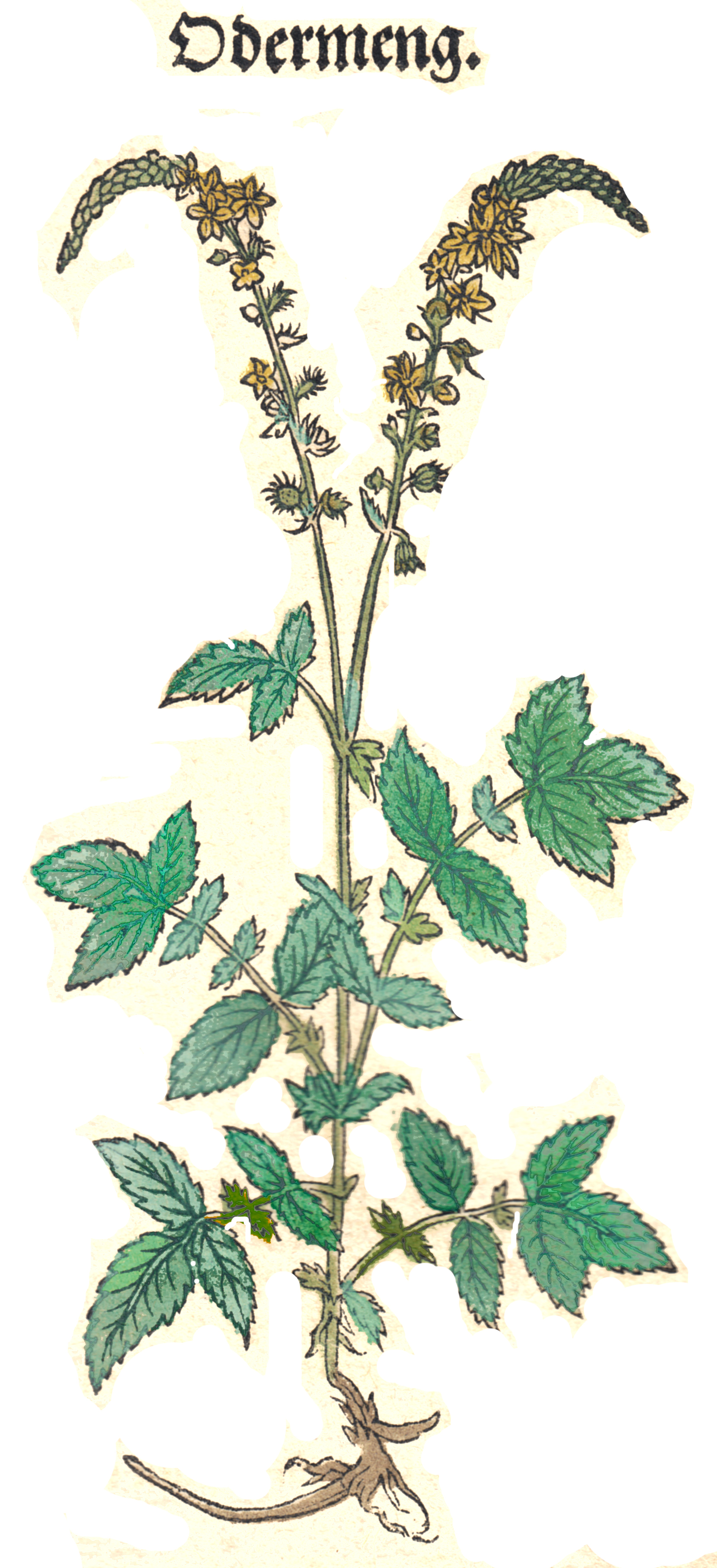
Hieronymus Bock 1546